# Arpeggione

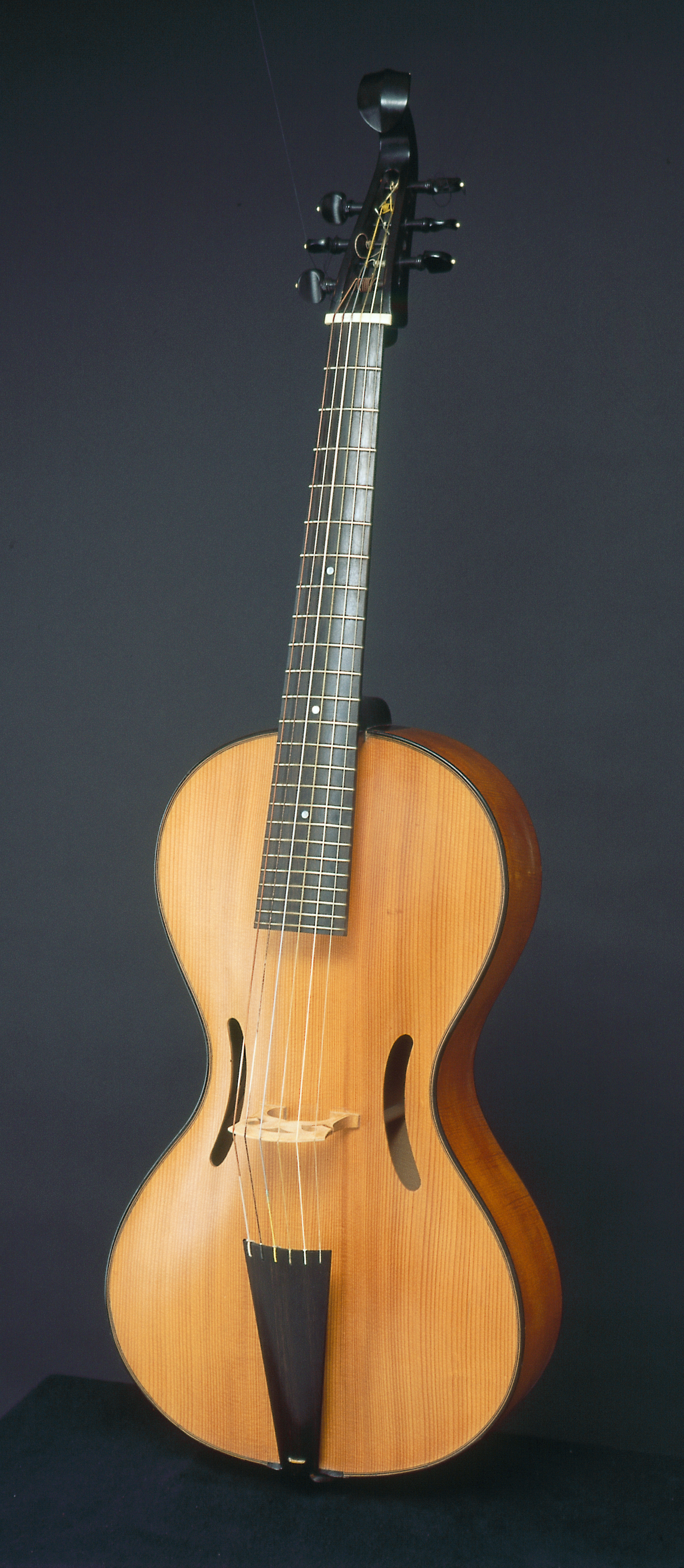
Nachbau (1968) eines historischen Instrumentes aus der Sammlung Preußischer Kulturbesitz Berlin

Der Arpeggione, eine Streichgitarre bzw. Bogengitarre, ist ein im Jahre 1823 vom Wiener Geigenbauer Johann Georg Stauffer (* 26. Januar 1776; † 24. Januar 1853) erfundenes, auch als „Guitarrenvioloncello“, „Gitarre-Violoncell“ oder Violoncell-Gitarre bezeichnetes Streichinstrument aus der Klasse der Lauteninstrumente, das Merkmale der Gitarre (Korpusform ohne überstehenden Rand mit flachem Boden, Metallbünde, sechs Saiten in der Stimmung E-A-d-g-h-e′) sowie des Violoncellos (Saitenlänge, Steghöhe, Spielhaltung, Bogenführung, gewölbte Decke und gewölbtes Griffbrett) in sich vereinigt. Die Grundidee lag darin, die Bauprinzipien der Gitarre mit den Ausdrucksmöglichkeiten und dynamischen Qualitäten des gestrichenen Tons zu verbinden. Zeitgleich mit J. G. Stauffer baute auch Peter Teufelsdorfer (1784–1865) in Pest ein ähnliches Instrument, das Guitare d’amour, Bogengitarre oder Sentimentalgitarre genannt wurde. In einer öffentlichen Stellungnahme bezeichnete Stauffer Teufelsdorfers Instrument als schwaches Plagiat des Arpeggione. Der Pressburger Geigenbauer Georg Leeb soll noch vor Staufer und Teufelsdorfer Streichgitarren gebaut haben.

## Musikalische Verwendung
Franz Schubert (1797–1828) schrieb eine Sonate für Arpeggione und Klavier, die noch recht häufig aufgeführt wird, wobei der Part des Arpeggiones heute auch von einem Violoncello, einer Bratsche oder einer Gitarre übernommen wird.
1962 entdeckte der Cellist und Gambist Alfred Lessing in der privaten Sammlung von Dr. Bitterer in Stuttgart einen im zweiten Viertel des 19. Jahrhunderts gebauten, Anton Mitteis in Leitmeritz zugeschriebenen Arpeggione. Die Sammlung wurde später vom Musikinstrumenten-Museum des Staatlichen Instituts für Musikforschung Preußischer Kulturbesitz erworben. Um ein regelmäßig bespielbares Instrument zu erhalten, ließ sich Lessing 1968 einen Nachbau dieses Arpeggiones anfertigen (siehe Bild). Der Cembalist Fritz Neumeyer regte eine authentische Aufführung der Arpeggione-Sonate an. Das erste Konzert einer Reihe fand am 17. Oktober 1971 in Wasenweiler in der Sammlung Neumeyer statt (Alfred Lessing, Arpeggione und Rolf Junghanns, Hammerflügel). Die gleiche Besetzung spielte ein öffentliches Konzert am 10. Februar 1972 im Musikinstrumentenmuseum Preußischer Kulturbesitz, wobei Lessing (unterstützt durch Alfred Berner) das originale Instrument spielen konnte.
Weitere Interpreten wie Gerhart Darmstadt und Nicolas Deletaille haben sich des Instrumentes angenommen, und zahlreiche neue Kompositionen sind dafür entstanden.
Es kam zu einem weiteren Nachbau des Instrumentes aus dem Bestand des Musikinstrumenten-Museums Berlin für Übungszwecke. Für seine Einspielung der Sonate für Arpeggione und Klavier in a-Moll von Franz Schubert mit einem Arpeggione verwendete Gerhart Darmstadt diesen Nachbau.
Eine weitere Aufnahme von Schuberts Arpeggione-Sonate auf einem nachgebauten Arpeggione stammt von Nicolas Deletaille und Paul Badura-Skoda.

## Aufnahmen
- Musik für Arpeggione. (Alfred Lessing: Arpeggione, Jozef De Beenhouwer:  Hammerflügel,  Harald Mohs: Gitarre). Tonträger „Musik für Arpeggione“ im Katalog der Deutschen Nationalbibliothek
- Der Arpeggione. (Gerhart Darmstadt: Arpeggione, Egino Klepper: Hammerklavier, Björn Colell: romantische Gitarre. Werke von Franz Schubert, Ludwig van Beethoven, Louis Spohr, Bernhard Romberg, Frédéric Burgmüller). Cavalli Records CCD 242 (CD). Tonträger „Der Arpeggione“ im Katalog der Deutschen Nationalbibliothek
- Franz Schubert: Sonate für Arpeggione und Klavier D821 / Streichquintett D956. Nicolas Deletaille (Arpeggione) und Paul Badura-Skoda (Klavier). Fuga Libera (CD).